# Apseudes browni
Apseudes browni är en kräftdjursart som beskrevs av Mihai Bacescu 1980. Apseudes browni ingår i släktet Apseudes och familjen Apseudidae. Inga underarter finns listade i Catalogue of Life.